# Richard Amsel
Richard Amsel (Filadelfia, Pensilvania, Estados Unidos; 4 de diciembre de 1947 - New York City, Nueva York; 17 de noviembre de 1985) fue un ilustrador, diseñador gráfico y cartelista estadounidense. Su carrera fue breve pero prolífica, incluyendo carteles de películas, portadas de álbumes y portadas para revistas. Su retrato de la comediante Lily Tomlin para la portada de la revista Time es ahora parte de la colección permanente del Instituto Smithsoniano. Estuvo asociado con TV Guide durante trece años.

## Primeros pasos
Richard Amsel nació en Filadelfia, (Estados Unidos). Poco después de graduarse de la Universidad de las Artes de Filadelfia , propuso un cartel para el musical de Barbra Streisand, Hello, Dolly! que fue seleccionado por la productora cinematográfica 20th Century Fox para la campaña de dicha película, después de una búsqueda de talentos de artistas a nivel nacional; el artista tenía 22 años en ese momento.

## Carrera
Cuando Richard Amsel llamó la atención a los entusiastas del arte de neoyorkinos, sus ilustraciones fascinaron a Barry Manilow, «entonces un joven cantante y compositor de renombre que trabajaba con Bette Midler, una artista emergente en clubes de cabaret y bares de piano. Manilow los presentó a ambos y, rápidamente, decidieron que Amsel debería hacer la portada de su primer álbum de Atlantic Records. La portada de The Divine Miss M resultó ser una de las más ubicuas del año». Pronto siguieron más portadas de álbumes y carteles, al igual que una serie de anuncios en revistas para el diseñador Oleg Cassini.
Sus encargos para carteles de películas incluyeron algunas de los filmes más importantes y populares de la década de 1970 como El campeón, Chinatown, Julia, El último magnate, The Life and Times of Judge Roy Bean, McCabe & Mrs. Miller, The Muppet Movie, Asesinato en el Orient Express, Nashville, Papillon, The Shootist y El golpe —el diseño de este último cartel rindió homenaje al estilo de pintura de JC Leyendecker, evocando tanto su «Arrow Collar Man» como sus portadas para The Saturday Evening Post—.
Aunque su carrera duró poco, su trabajo fue considerable, superando gran parte de lo que habían producido otros coetáneos. Su retrato de la comediante Lily Tomlin apareció en la portada de la revista Time y ahora se encuentra en la colección permanente del Instituto Smithsoniano de Washington D. C.. De acuerdo con los estrictos plazos de la revista, Amsel creó la ilustración en tan solo tres días.

### TV Guide
A raíz del contrato que le hizo la revista norteamericana TV Guide en 1972 para diseñar una portada con los duques de Windsor, junto a una TV movie sobre su historia de amor, Amsel continuó trabajando para dicho semanario durante trece años, tiempo durante el cual produjo más de cuarenta portadas.
El trabajo de Amsel en la revista incluyó retratos de Ingrid Bergman, Johnny Carson, Katharine Hepburn, Mary Tyler Moore, Elvis Presley, Nancy Reagan, Tom Selleck, Frank Sinatra, John Travolta y Grace Kelly, así como de Clark Gable y Vivien Leigh, pinturas que fueron creadas para el debut televisivo de Lo que el viento se llevó. También creó ilustraciones para la boda del príncipe Carlos y Diana, así como de Richard Chamberlain para la miniserie Shogun.
Entre las ilustraciones más famosas de Amsel, se encontraba su retrato de Lucille Ball, creado para el número de la revista del 6 de julio de 1974 en reconocimiento a su trabajo en esta serie televisiva tras su retiro. «No quería que el retrato fuera de Lucy Ricardo —explicó Amsel— pero tampoco quería una Lucy Carter moderna. Quería que tuviera la misma sensación atemporal de glamour que tiene la propia Lucy. Después de todo es una ex Goldwyn Girl. Esperaba capturar la esencia de todo esto». Ball luego presentó el trabajo de Amsel en los créditos iniciales de un tributo televisivo de dos horas, CBS Salutes Lucy: The First 25 Years.

### Últimos años
A medida que los estudios cinematográficos cambiaron su estilo de mercadotecnia en la década de 1980, empleando fotografías en favor de ilustraciones, Amsel y otros artistas se limitaron con frecuencia a crear trabajos para películas de ciencia ficción, fantasía y aventuras. En esa línea, Amsel creó los carteles de Flash Gordon, The Dark Crystal y Raiders of the Lost Ark, convirtiéndose este último en una de sus obras más famosas. Amsel realizó para esta película dos carteles, uno para el lanzamiento de 1981 y otro, un año después, en motivo de su relanzamiento. Los cineastas George Lucas y Steven Spielberg poseen los originales.
Con respecto al arte comercial, Amsel afirmó: «El arte comercial puede ser y a veces es arte, pero si alguien cuelga un póster, sigue siendo un póster que pretende ser algo que no es arte. Mi trabajo está hecho básicamente para la página impresa y no para colgar en salas de estar. [...] Sin embargo, si pinto o dibujo algo que lleva a las personas al reino de la fantasía, entonces siento que he logrado algo».

### Reconocimientos
Durante su carrera, Amsel recibió múltiples premios, incluido el premio de la Sociedad de Ilustradores de Nueva York y Los Ángeles, un premio Golden Key concedido por The Hollywood Reporter y un premio Grammy, así como menciones del Club de arte de Filadelfia. Las portadas de Amsel también se exhibieron en el Museo de Televisión y Radio de Beverly Hills, en conmemoración del cuadragésimo aniversario de TV Guide.
Fue galardonado de manera póstuma con el premio Silver Star de la Universidad de las Artes para exalumnos destacados en 2009; el premio lo aceptó su hermano, Michael Amsel, en nombre del artista homenajeado durante la Ceremonia de graduación de la Universidad de las Artes.
En enero de 2016, se anunció un largometraje documental sobre la vida de Richard Amsel, titulado Amsel: Illustrator of the Lost Art —traducido al español: Amsel: ilustrador del arte perdido, parafraseando el título del famoso filme de Steven Spielberg que ilustró el artista, Raiders of the Lost Ark—. El cineasta Adam McDaniel viajó a lo largo y ancho de Estados Unidos, entrevistándose con más de 50 amigos, colegas, compañeros de clase y arte de Amsel, coleccionistas, así como nuevas generaciones de artistas a quienes inspiró su arte. La película se encuentra ahora en fase de posproducción.

## Fallecimiento
Su último póster cinematográfico fue Mad Max Beyond Thunderdome, la tercera de las películas de acción apocalíptica dirigida por George Miller con Mel Gibson como actor principal del filme.
Su última obra de arte la hizo para una edición de TV Guide con los presentadores de noticias Tom Brokaw, Peter Jennings y Dan Rather. Amsel falleció aproximadamente tres semanas después, debido a complicaciones con su enfermedad del SIDA, el 17 de noviembre de 1985. Cuando enfermó estaba por realizar el cartel de La joya del Nilo, la secuela de Romancing the Stone.

## Panel conmemorativo del SIDA
Adam McDaniel creó un panel en memoria de Richard Amsel para incluirlo en el The AIDS Memorial Quilt. Se dio a conocer por primera vez durante el Día Mundial del SIDA, el 1 de diciembre de 2018, junto al Monumento al SIDA The Wall Las Memorias en el Parque Lincoln de Los Ángeles. Más tarde, ese mismo mes, también se exhibió en una muestra de arte tributo a Amsel que McDaniel comisarió en Warner Bros. Studios, en Burbank (California). El 2 de diciembre de 2019, McDaniel entregó el panel al SUNY Downstate Medical Center en Brooklyn (Nueva York). Esto coincidió con el Día Mundial del SIDA a principios de esa semana (1 de diciembre), el día en el que Amsel hubiese cumplido 72 años (4 de diciembre).